# Niemojewo (powiat włocławski)
Niemojewo – wieś w Polsce położona w województwie kujawsko-pomorskim, w powiecie włocławskim, w gminie Choceń.
W latach 1975–1998 miejscowość należała administracyjnie do województwa włocławskiego. Według Narodowego Spisu Powszechnego (III 2011 r.) liczyła 206 mieszkańców. Jest trzynastą co do wielkości miejscowością gminy Choceń.